# M234防暴彈發射器
M234防暴彈發射器是安裝在M16突擊步槍系列上的非致命防暴武器。
M234安裝在M16的前準星上，以5.56×45毫米M755空包彈來發射其64毫米M734動能彈及M742防暴彈，在華氏20度仍可運作。由於效果不實用，美軍的M234在1995年退役。

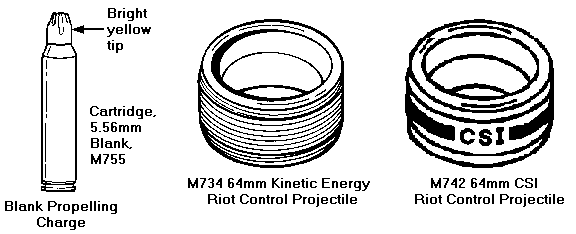
M755空包彈、M734及M742彈藥

## 外部連結
- （中文）—槍炮世界—AR-15/M16专辑—面杀伤附件 （页面存档备份，存于）